# Federazione pallavolistica del Bangladesh
La Federazione bengalese di pallavolo (eng. Bangladesh Volleyball Federation, BVF) è un'organizzazione fondata per governare la pratica della pallavolo in Bangladesh.
Organizza il campionato maschile e femminile, e pone sotto la propria egida la nazionale maschile e femminile.
Ha aderito alla FIVB nel 1976.